# Aquarium Rhodos
Koordinaten: 36° 27′ 25,6″ N, 28° 13′ 14,5″ O
Das Aquarium von Rhodos (griechisch Ενυδρείο Ρόδου Enydrío Ródou), auch bekannt als Hydrobiologische Station von Rhodos (Υδροβιολογικός Σταθμός Ρόδου Ydrobiologikós Stathmós Ródou), ist ein Forschungszentrum, Aquarium und Museum in der Stadt Rhodos auf der Insel Rhodos in Griechenland. Es wurde in den 1930er Jahren erbaut, als die Insel unter italienischer Herrschaft stand, und wird seit 1963 vom „Griechischen Zentrum für Meeresforschung“ verwaltet.

## Geschichte
Das Gebäude auf der Nordspitze der Insel Rhodos wurde von 1934 bis 1935 nach einem Art-Déco-Entwurf des italienischen Architekten Armando Bernabiti errichtet. Als es 1937 seinen Betrieb aufnahm, hieß es „Reale Istituto di Ricerche Biologiche di Rodi“ (Königliches Biologisches Forschungsinstitut von Rhodos). Die Forschung hier befasste sich mit Hydrologie, Schwämmen und der Fischerei in der Ägäis.
Als die Insel 1947 an Griechenland zurückgegeben wurde, wurde die Anlage als Teil des „Hellenischen Hydrobiologischen Instituts“ betrieben. Den Namen „Hydrobiologische Station von Rhodos“ trägt sie seit 1963. 1971–72 wurde an der Nordseite des Gebäudes ein Ausstellungsbereich angebaut.

## Beschreibung
Das Aquarium ist in einer künstlich geformten Höhle unter dem Gebäude untergebracht. Der Gang mit den 28 Einzelaquarien wird begrenzt durch Wände aus porösem Stein, dekoriert mit natürlichen Schalentieren und vermittelt dem Besucher den Eindruck, dass er sich in einer Grotte unter dem Meeresspiegel befindet. Die Becken an jeder Seite des Korridors sind mit etwa 80.000 Litern gefiltertem Meerwasser gefüllt und bieten den Bewohnern eine natürliche Umgebung. Es gibt auch ein Süßwasserbecken, in dem eine bedrohte Art lebt, die auf Rhodos endemisch ist: der Ghizani (Squalius ghigii).
Zu den Exponaten im Museum zählen Seeanemonen und Pflanzen, Kraken, Seeigel, Korallen, Muscheln, Krabben, Hummer, Meeresschildkröten, Delfine, Robben, Weichtiere, Haie und viele Fische, die alle auf Rhodos und den umliegenden Dodekanes-Inseln gefunden wurden. Ein einzigartiges Exemplar ist das 2000 Jahre alte Skelett einer Mittelmeer-Mönchsrobbe, das in einem Grab an einer archäologischen Stätte im Hafen von Rhodos gefunden wurde.
Es gibt eine separate Aufbewahrungseinrichtung für eingelieferte Exemplare und Organismen, die einer besonderen Behandlung bedürfen. Dort werden auch Meeresschildkröten und Robben versorgt, die in der Umgebung verletzt wurden.

## Bildergalerie

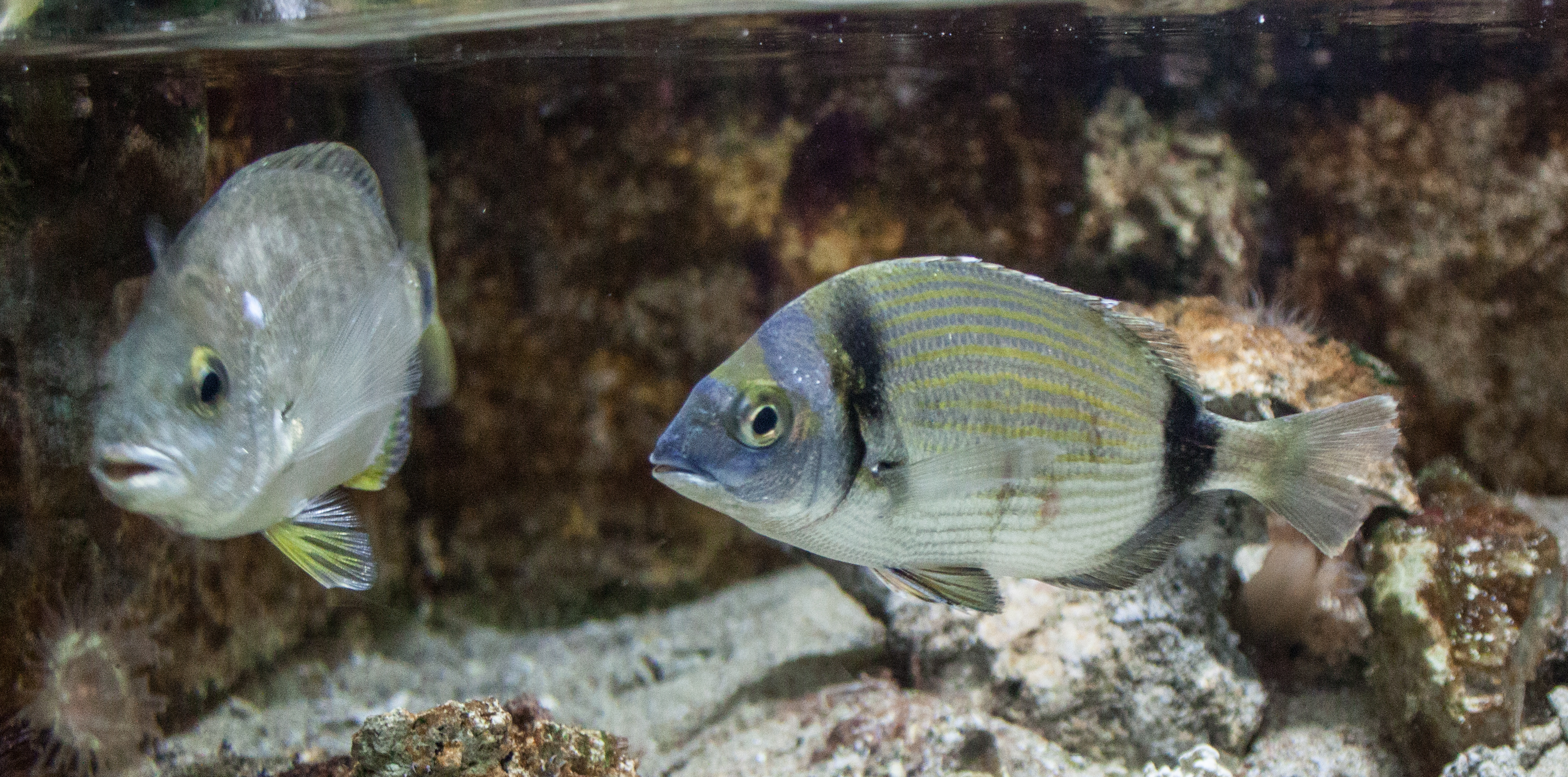
Zweibindenbrasse
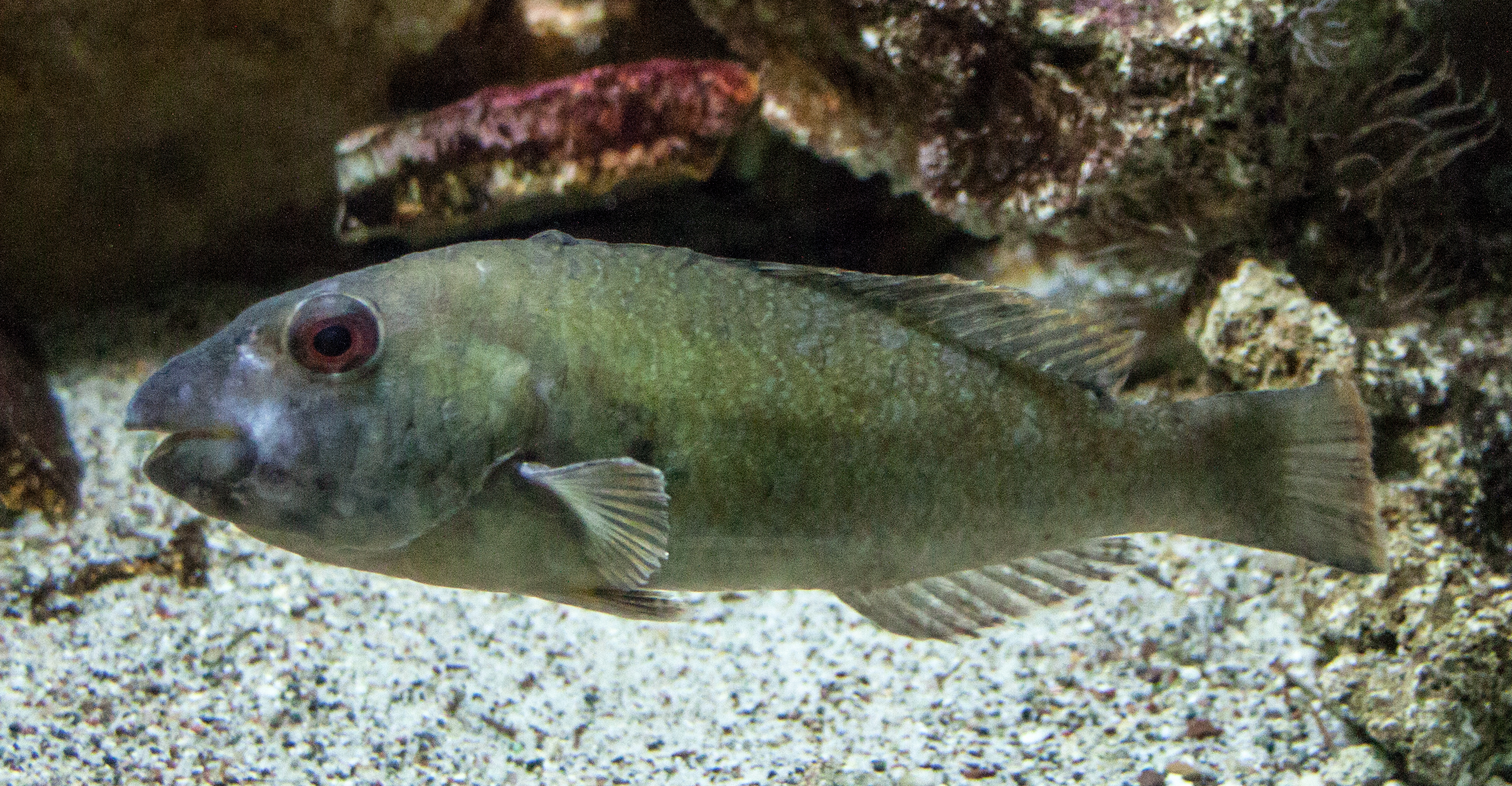
Europäischer Papageifisch
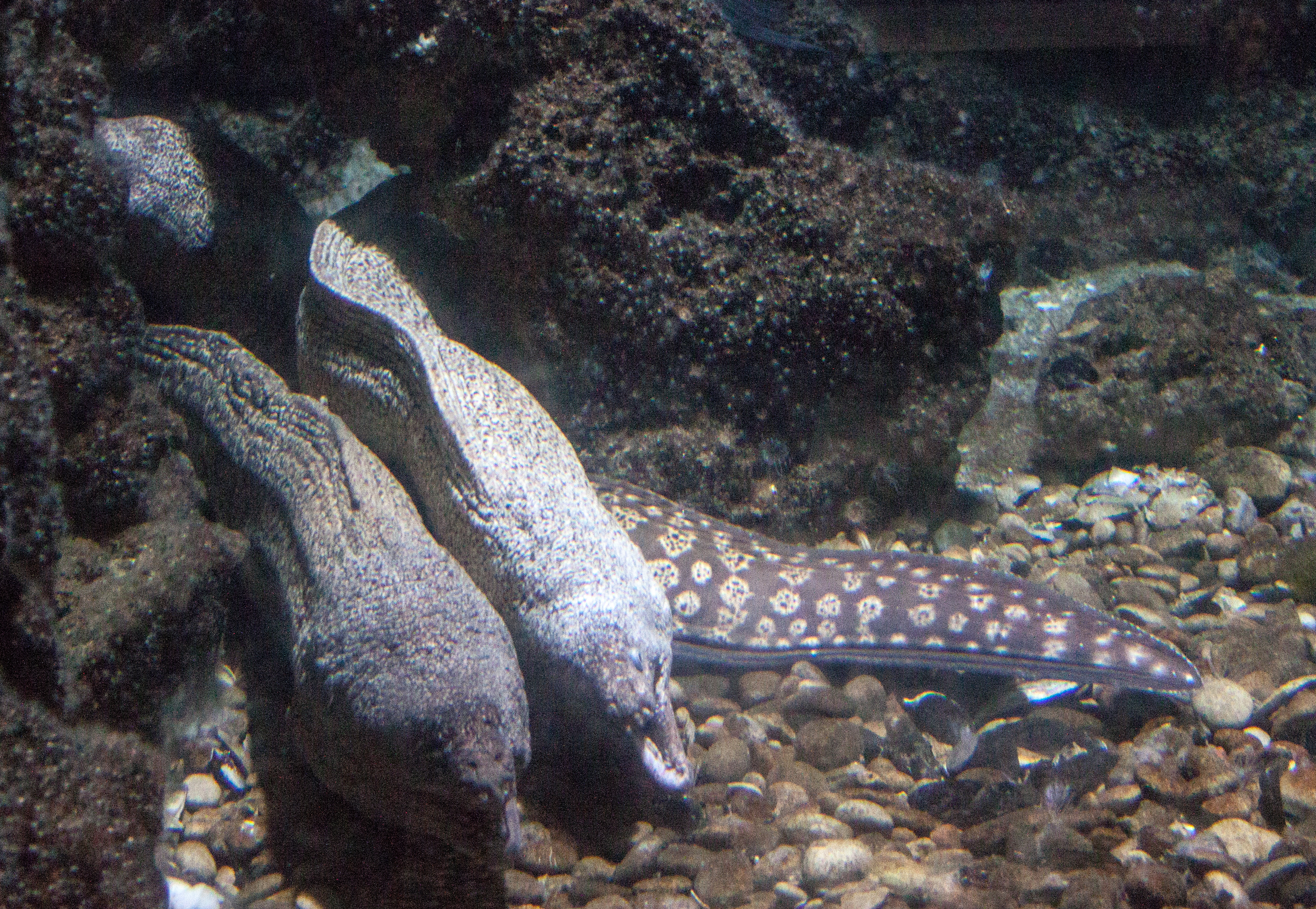
Mittelmeer-Muräne
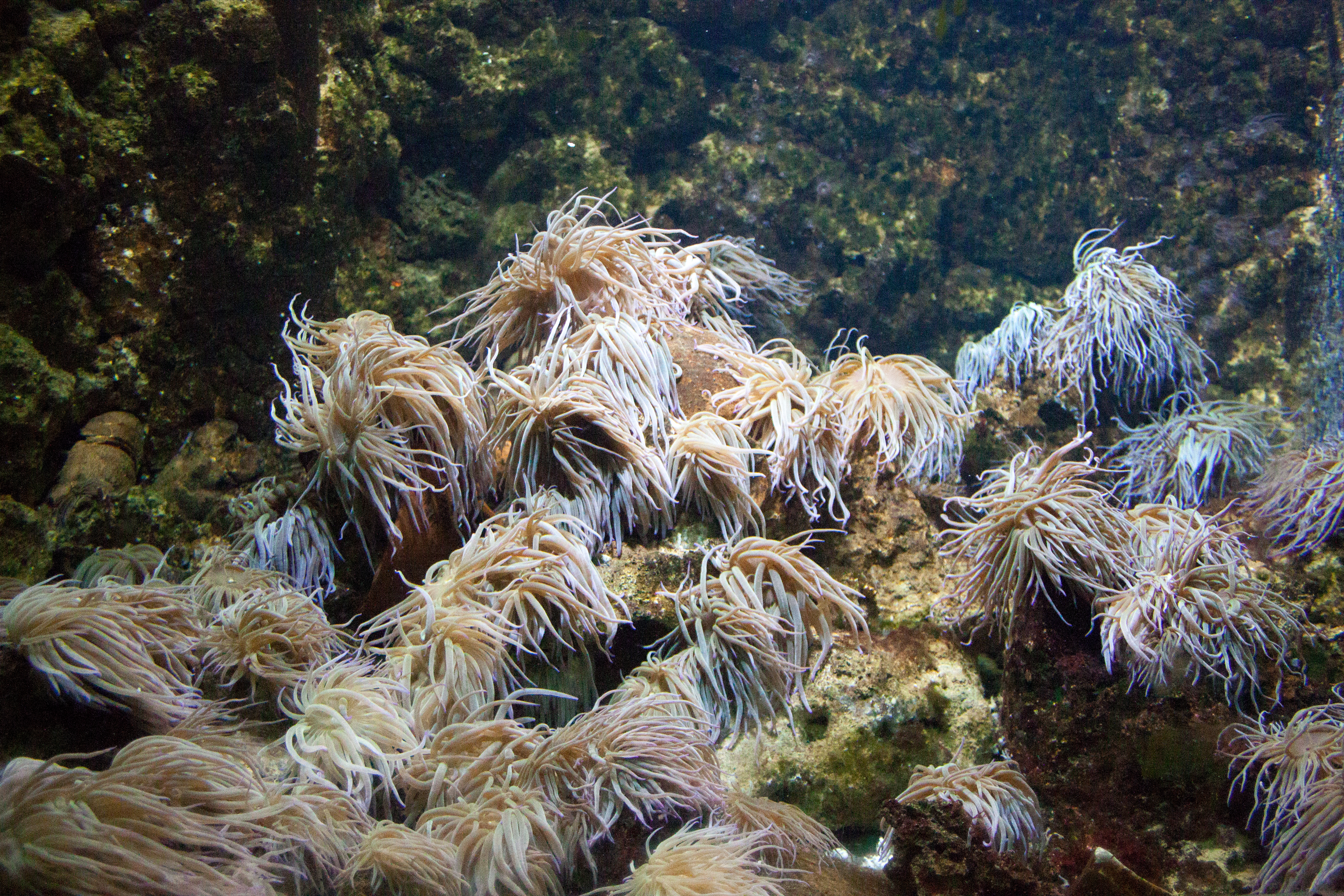
Anemonia viridis
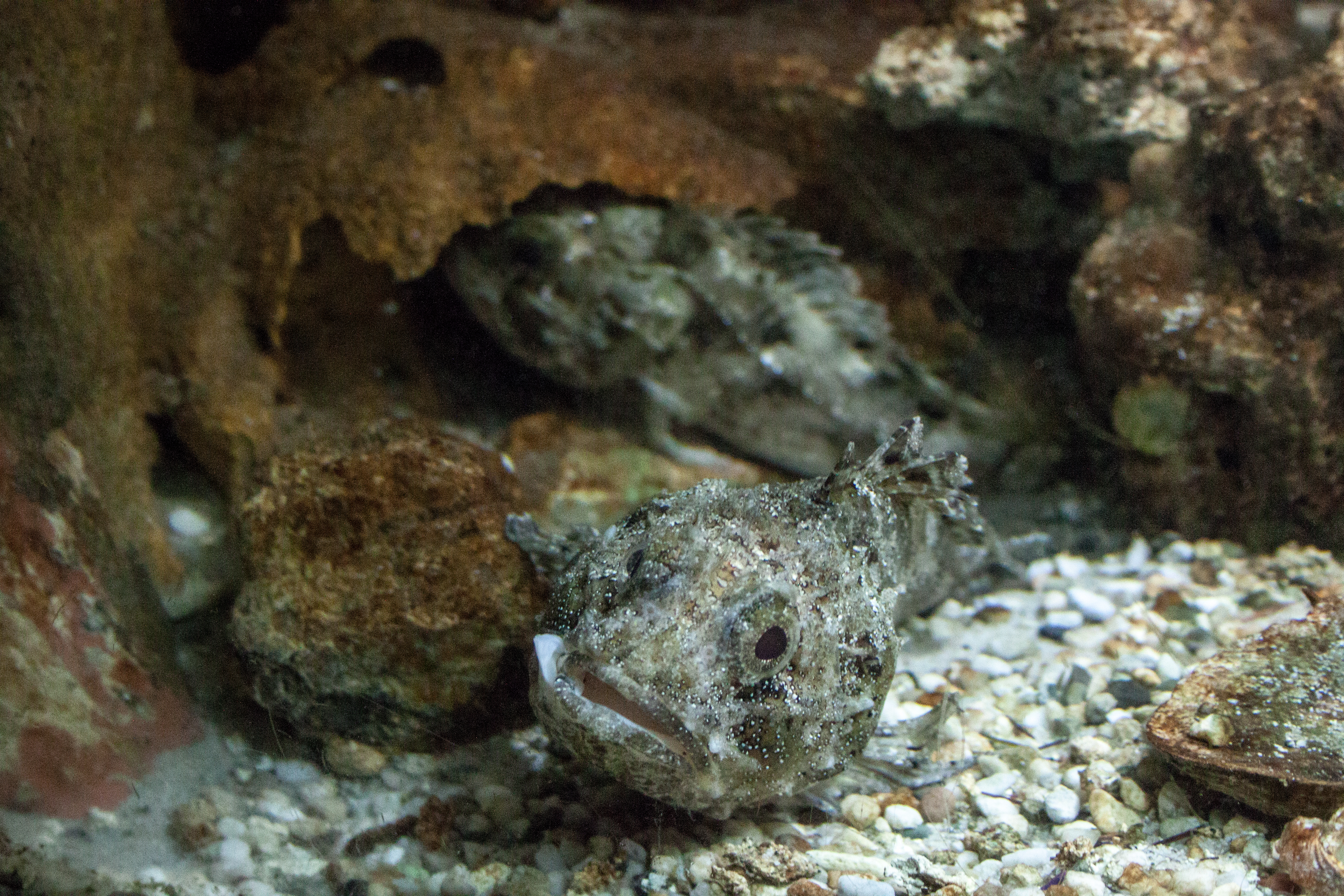
Brauner Drachenkopf
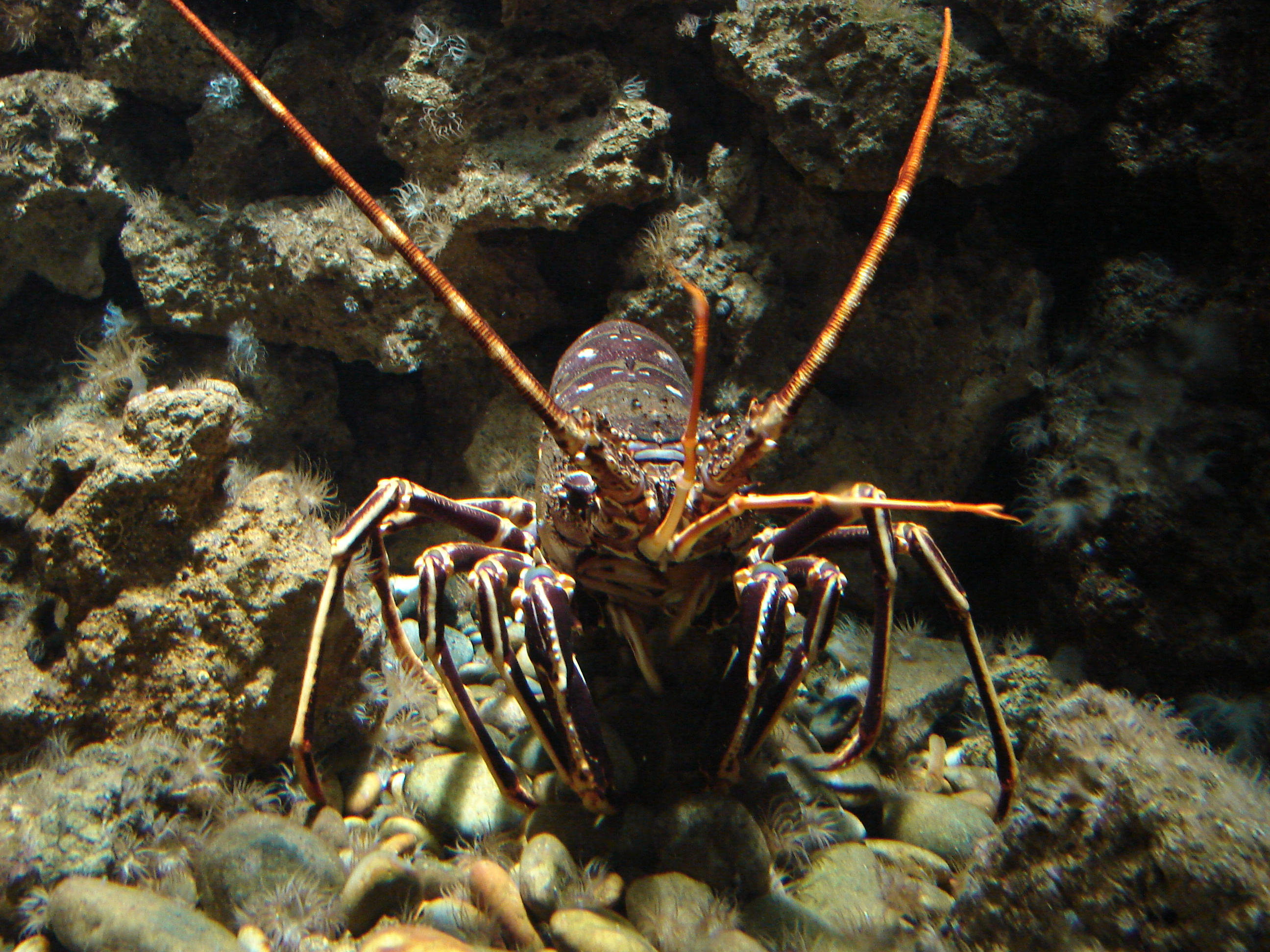
Gewöhnliche Languste
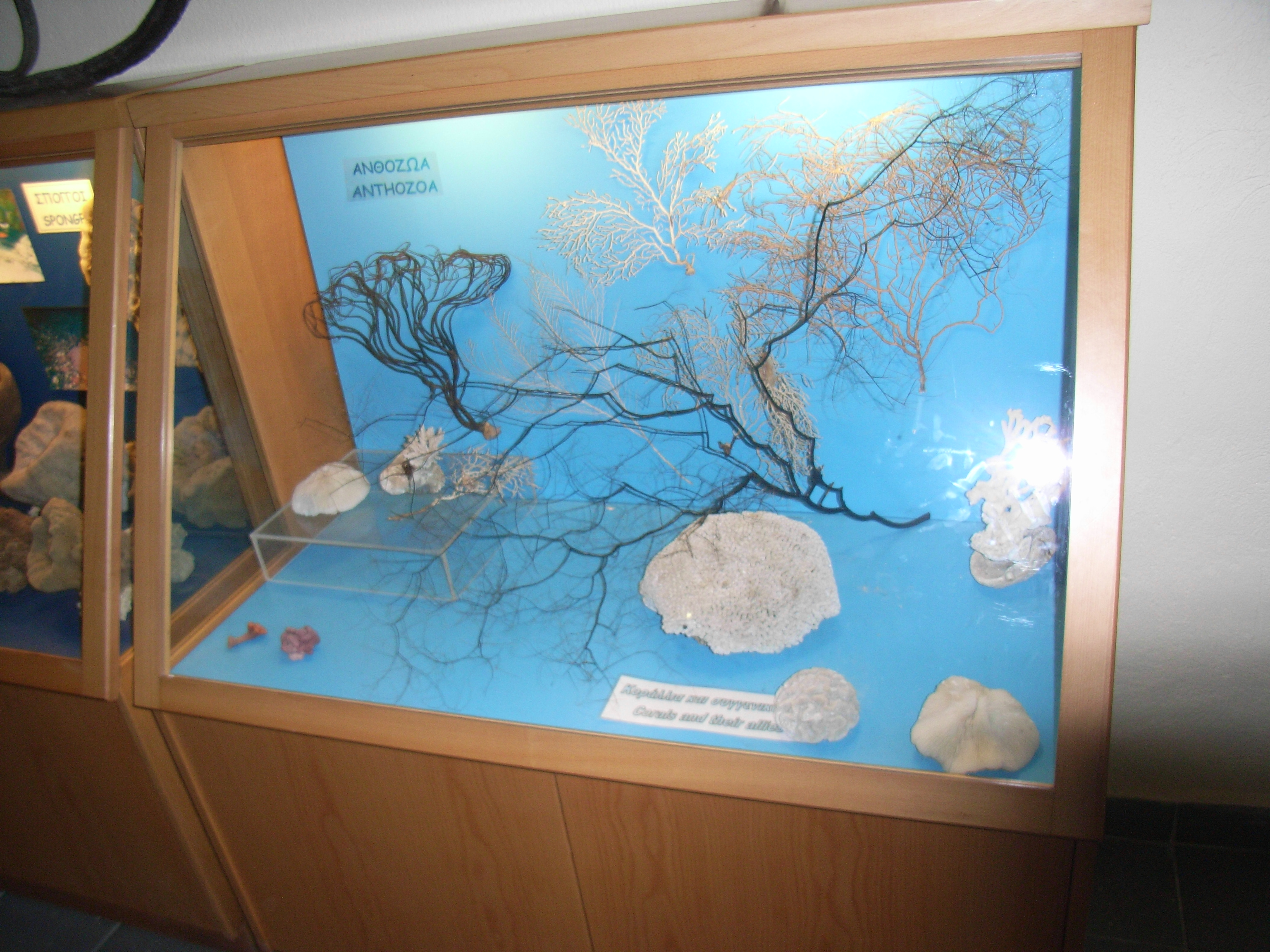
Blumentiere
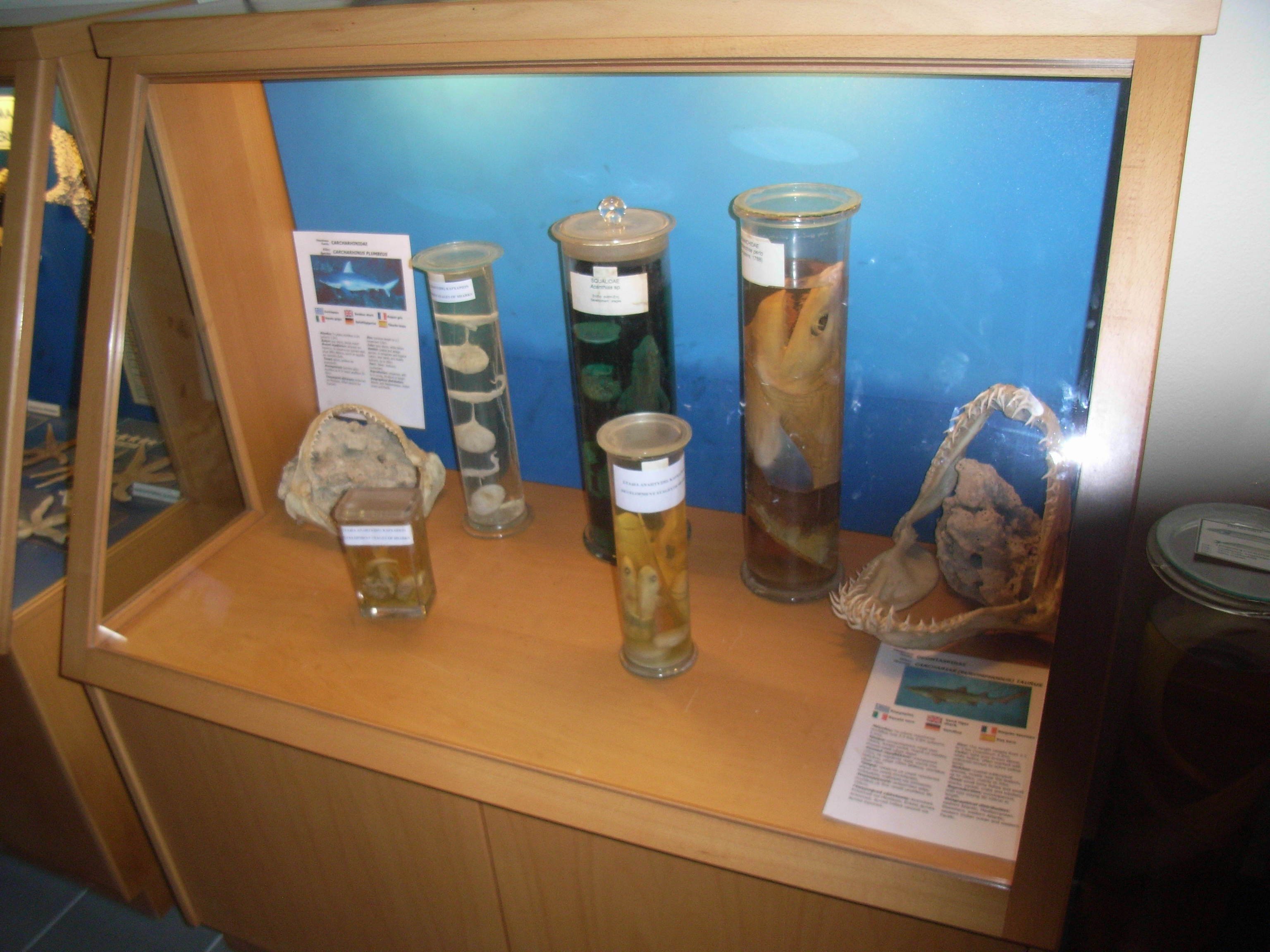
Hai-Ontogenese
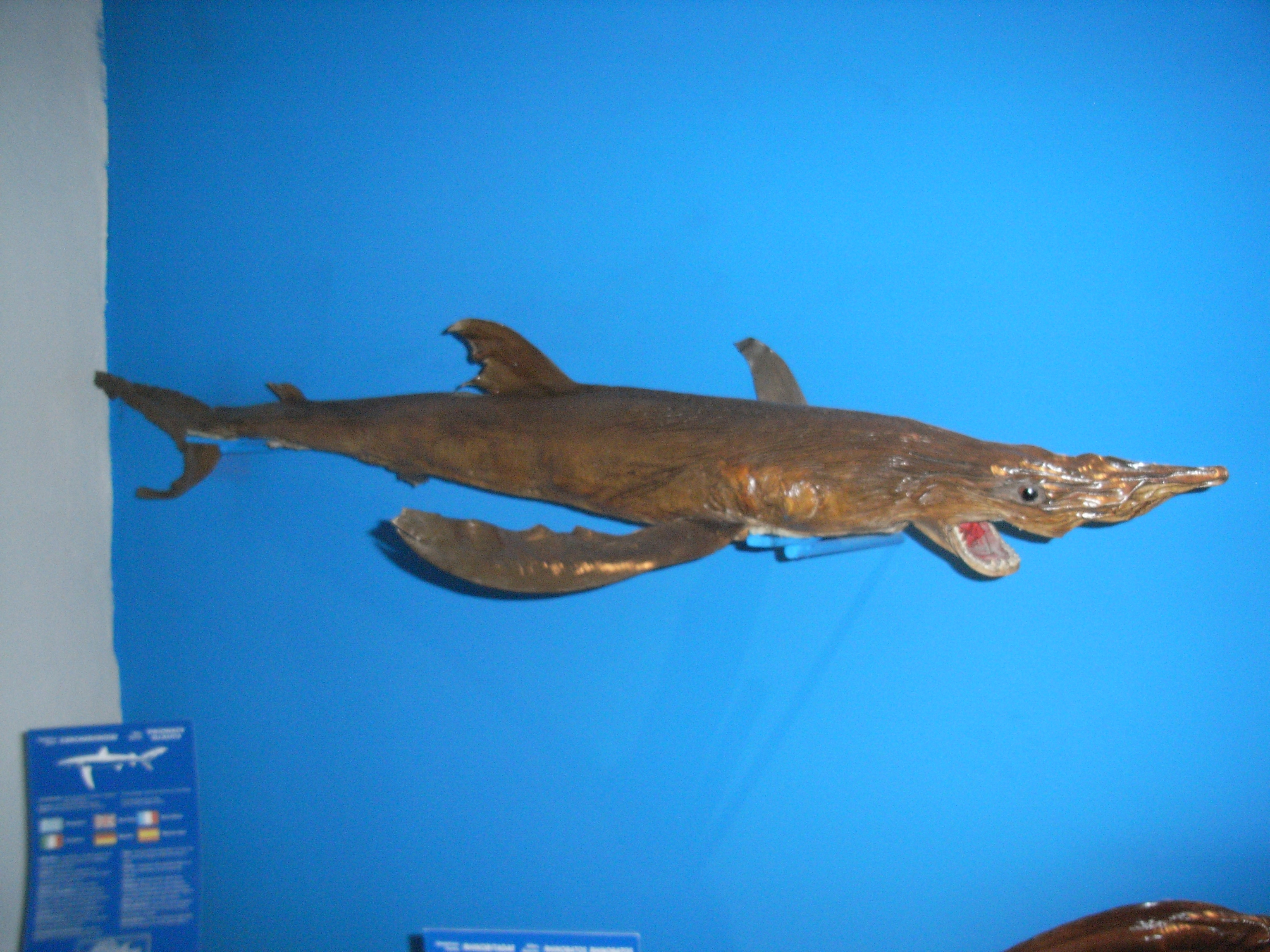
Blauhai
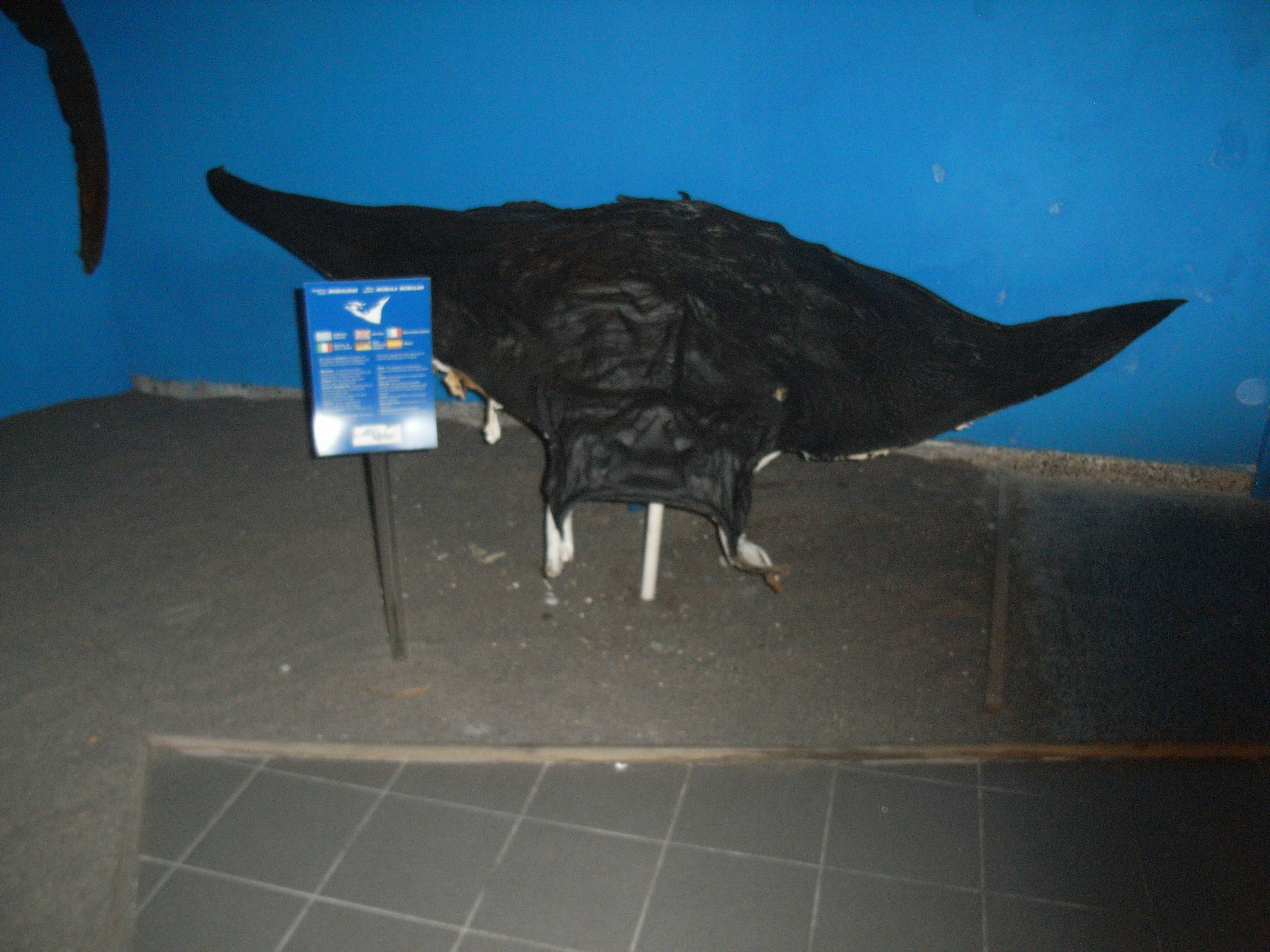
Mobula mobular
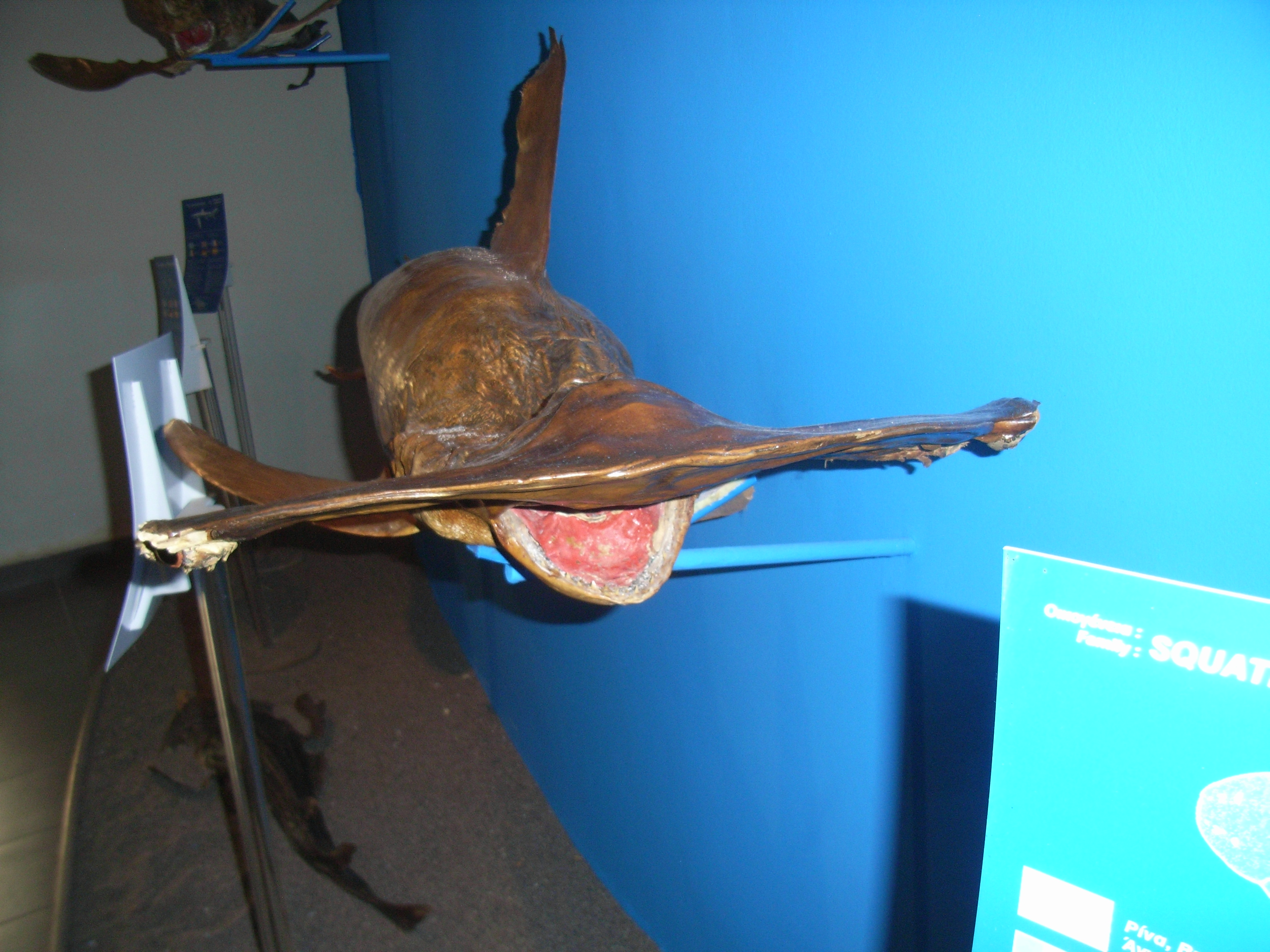
Glatter Hammerhai
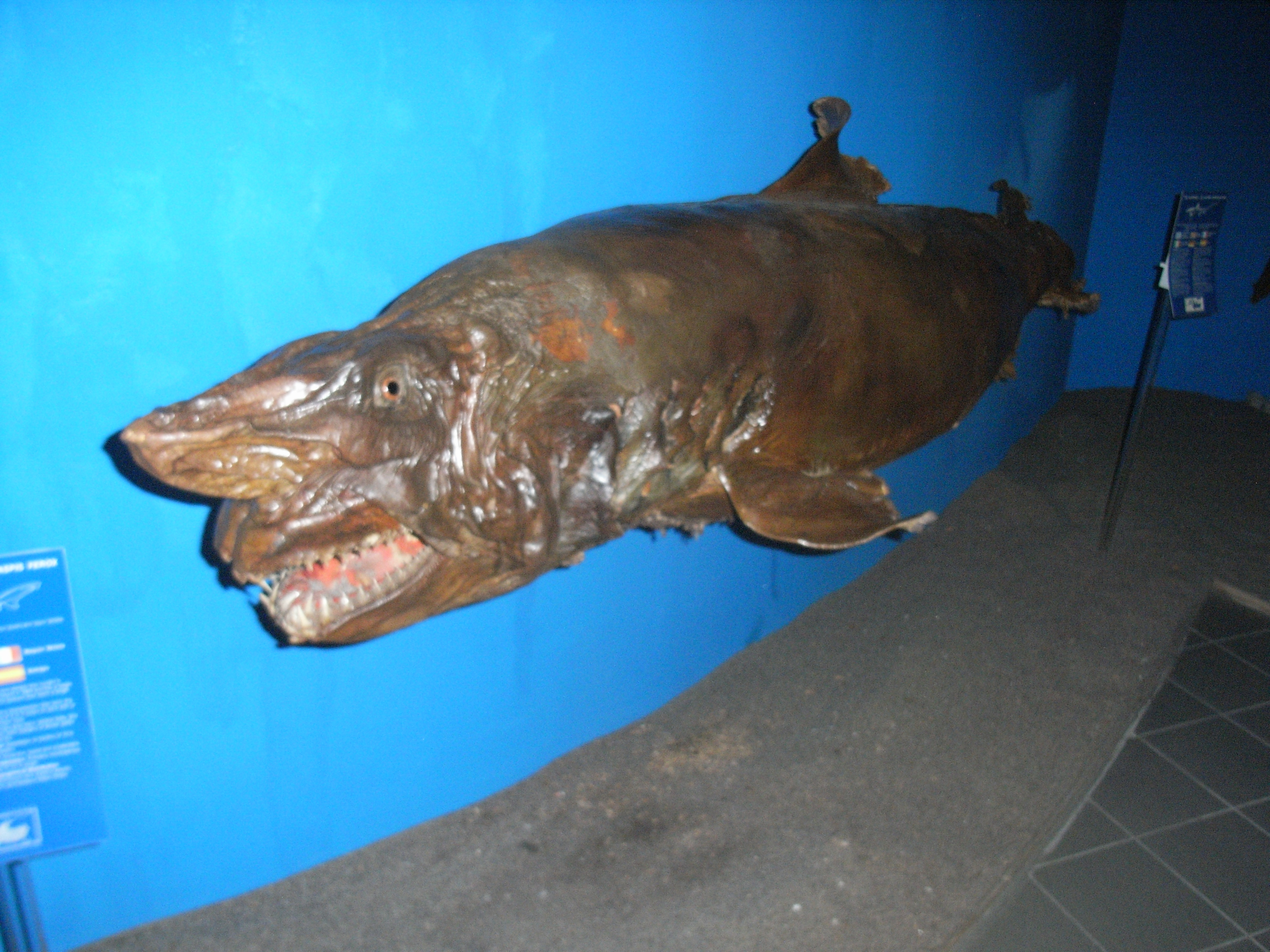
Schildzahnhai